# Torpedo microdiscus
Torpedo microdiscus é uma espécie de peixe da família Torpedinidae.
Os seus habitats naturais são: mar aberto.